# Begonia portillana
Begonia portillana là một loài thực vật có hoa trong họ Thu hải đường. Loài này được S.Watson mô tả khoa học đầu tiên năm 1887.